# Triple Crown (scacchi)
Con Triple Crown (in lingua inglese per Tripla Corona) si intende, in modo informale, negli scacchi  la detenzione contemporanea dei titoli di Campione del Mondo, Campione del mondo a gioco rapido e Campione del mondo lampo.

## Storia
A dicembre 2022 l'unico giocatore nella categoria Open ad averla ottenuta è il grande maestro norvegese Magnus Carlsen, campione delle tre cadenze di gioco nel 2014, nel 2019 e nel 2022.
In campo femminile Zsuzsa Polgár ha vinto nel 1992 i titoli a gioco rapido e lampo, per quindi conquistare nel 1996 (non erano nel frattempo stati disputati altri Mondiali femminili a cadenze veloci) anche il Titolo di Campionessa del mondo femminile a cadenza classica.